# Running Scared (песня)
Running Scared (азерб. Ürküb Qaçan; рус. Беги без оглядки) — песня, с которой представители Азербайджана Эльдар Касимов и Нигяр Джамал (под псевдонимами Ell & Nikki) выиграли Евровидение в мае 2011 года, набрав 221 балл. 12 баллов этой песне дали 3 страны: Мальта, Россия и Турция.
В национальном отборочном туре певец и певица боролись друг против друга и набрали одинаковое количество баллов, поэтому жюри решило объединить их в дуэт.
Авторы песни — Стэфан Орн, Сандра Бьюрман, Иэн Фархарсан. Клип на песню был снят эстонским продюсером Тармо Криммом.
Эльдар говорил, что песня стала прекрасной основой для разных стилей, голосов и настроений исполнителей, хотя, по его словам, ни он, ни Нигяр не были уверены в успехе дуэта, так как никто из них прежде не работал в таком формате.

## Позиции в чартах
| Чарт       | Место |
| ---------- | ----- |
| Люксембург | 1     |
| Греция     | 2     |
| Швеция     | 2     |
| Швейцария  | 2     |
| Германия   | 5     |
| Норвегия   | 9     |

## Мнения о песне
Популярный азербайджанский композитор И. Меликов о шансах песни «Running scared» на «Евровидении 2011»:

"Думаю, что это — удачный выбор. «Running scared» — очень запоминающаяся и мелодичная песня и очень подходит нашему дуэту. Не хочу выглядеть прорицателем, но уверен, что с этой песней у нас есть все шансы попасть в тройку лучших на «Евровидении 2011»